# Mamiya Rinzo
Mamiya Rinzō (间宫 林蔵, Mamiya Rinzō) (1775 - 13 de abril de 1844) foi um explorador japonês do final da Período Edo.

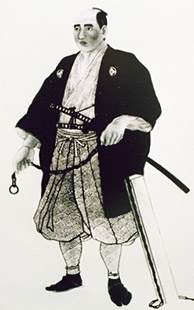
Mamiya Rinzō

Mais tarde tornou-se agente secreto para o Xogunato Tokugawa, mas é sobretudo conhecido pela exploração e pela cartografia da ilha de Sacalina.
Embora acreditava-se que Mamiya não teve filhos, foi anunciado em 2002 que houve uma filha dele e uma mulher ainu e seus descendentes permaneceram vivos em Hokkaido.